# Manuel Machuca
Manuel Hernán Machuca Berríos (6 giugno 1924 – 1985) è stato un calciatore cileno, di ruolo centrocampista.

## Carriera
Prese parte con la nazionale cilena al Campeonato sudamericano nel 1947 e del 1949 e ai Mondiali del 1950.

## Palmarès

### Club

#### Competizioni nazionali
- Campionato cileno: 1

Colo-Colo: 1947